# Incursions vikings dans le sud de l'Europe
 (février 2024).
Si vous disposez d'ouvrages ou d'articles de référence ou si vous connaissez des sites web de qualité traitant du thème abordé ici, merci de compléter l'article en donnant les références utiles à sa vérifiabilité et en les liant à la section « Notes et références ».

Carte de l'expansion viking : Marron (8e siècle) ; Rouge (9e siècle) ; Orange (10e siècle) ; Jaune (11e siècle, concerne les Normands en Italie du sud comme au sud-ouest de l'Angleterre) ; Vert (territoires fréquentés par les Vikings sans établissement)

Remarquables navigateurs, les Vikings s'aventurèrent, à plusieurs reprises, très loin de leur patrie dans le sud de l'Europe et en Méditerranée jusqu’à Constantinople. Lors de divers raids, les Vikings atteignent la péninsule Ibérique, les îles Baléares, la Corse, la Sardaigne, l'Italie, la Sicile, la Tunisie, l'Algérie, et l'ancienne ville de Nékor dans l'actuelle région du Rif au nord du Maroc.  

## Chronologie et mode d'incursion

### Raids vikings
Plusieurs étapes chronologiques sont définies par les historiens, la première est le raid de 844 où une flottille viking accoste en Ibérie, longe les côtes de la Galice, du Portugal actuel et du sud de l'Espagne. Les Vikings remontent le fleuve Guadalquivir en territoire maure. Ils atteignent Séville qu'ils mettent à sac la même année : destruction des mosquées, nombreux morts et rafle d'esclaves.

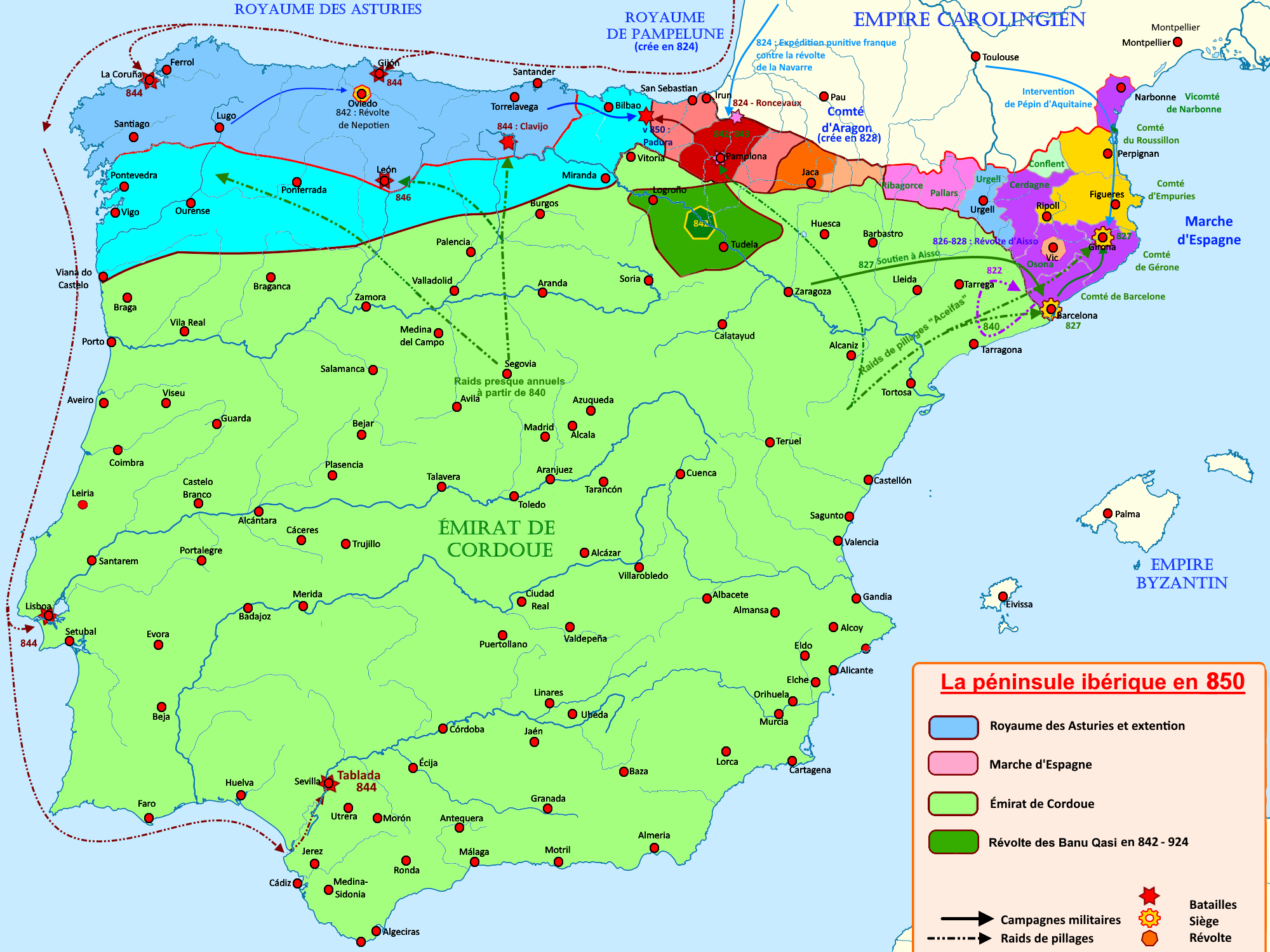
Raids Vikings dans la péninsule ibérique de 844 à 850.

Les Vikings sont repoussés près d'un mois après par l'armée des émirs omeyyades, à la bataille de Tablada à proximité de la ville. Des Vikings sont faits prisonniers et des bateaux vikings sont capturés. Les forces restantes en fuite poursuivront leur raid dans le nord du Maroc où il s'attaqueront à l'émirat de Nekor. C'est la fin de la première incursion viking au Sud.
Plus tard, les Vikings pénètrent en Méditerranée par le détroit de Gibraltar. Lors d'un grand raid sur la Méditerranée de 859 à 861, ils s'établirent dans le delta du Rhône sur l'île dite la Camaria, la Camargue, hivernant pour passer en Italie. En 859-860, ils atteignirent le port de Luni près de Pise.

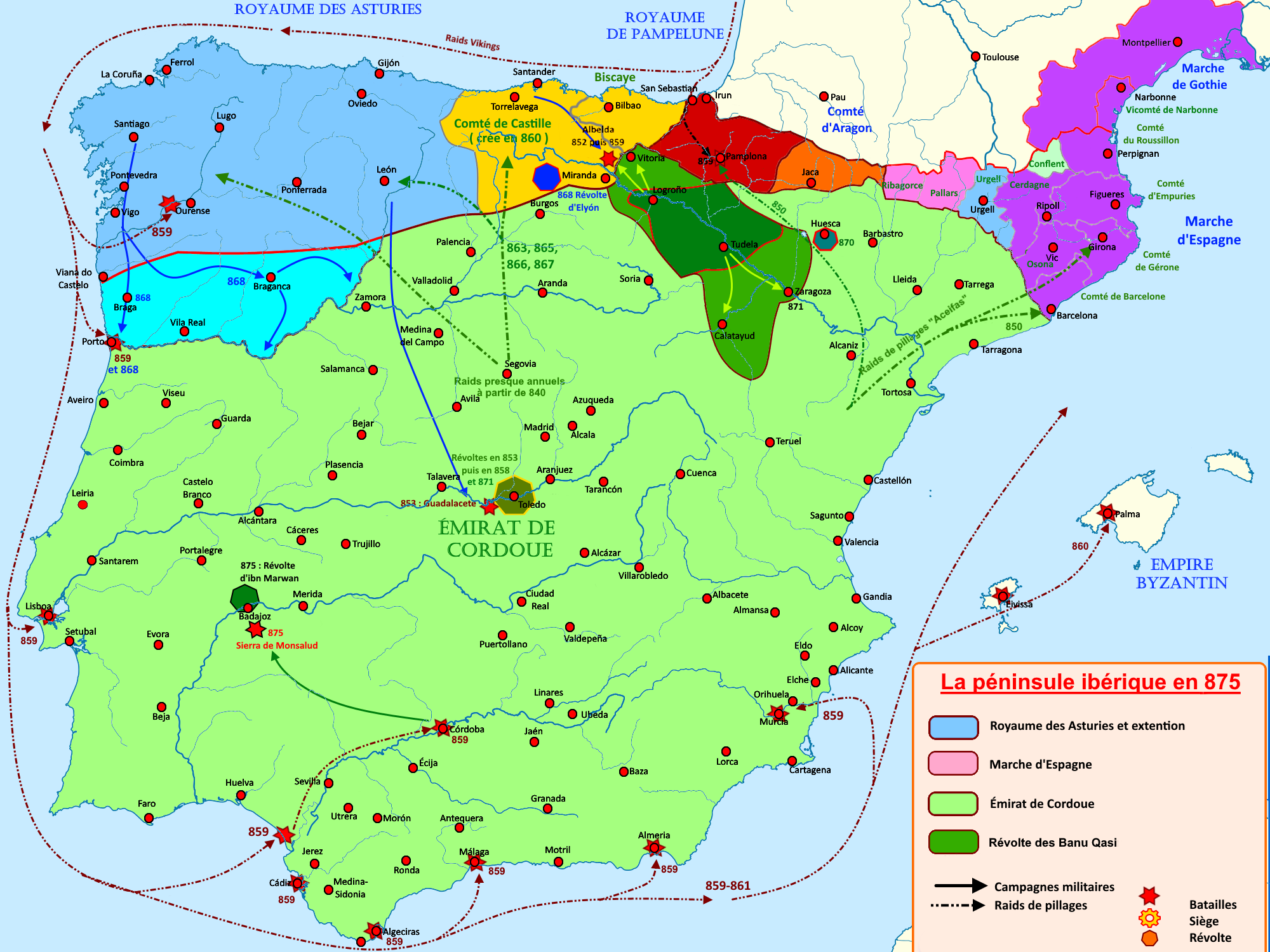
Raids vikings sur la péninsule ibérique de 850 à 875

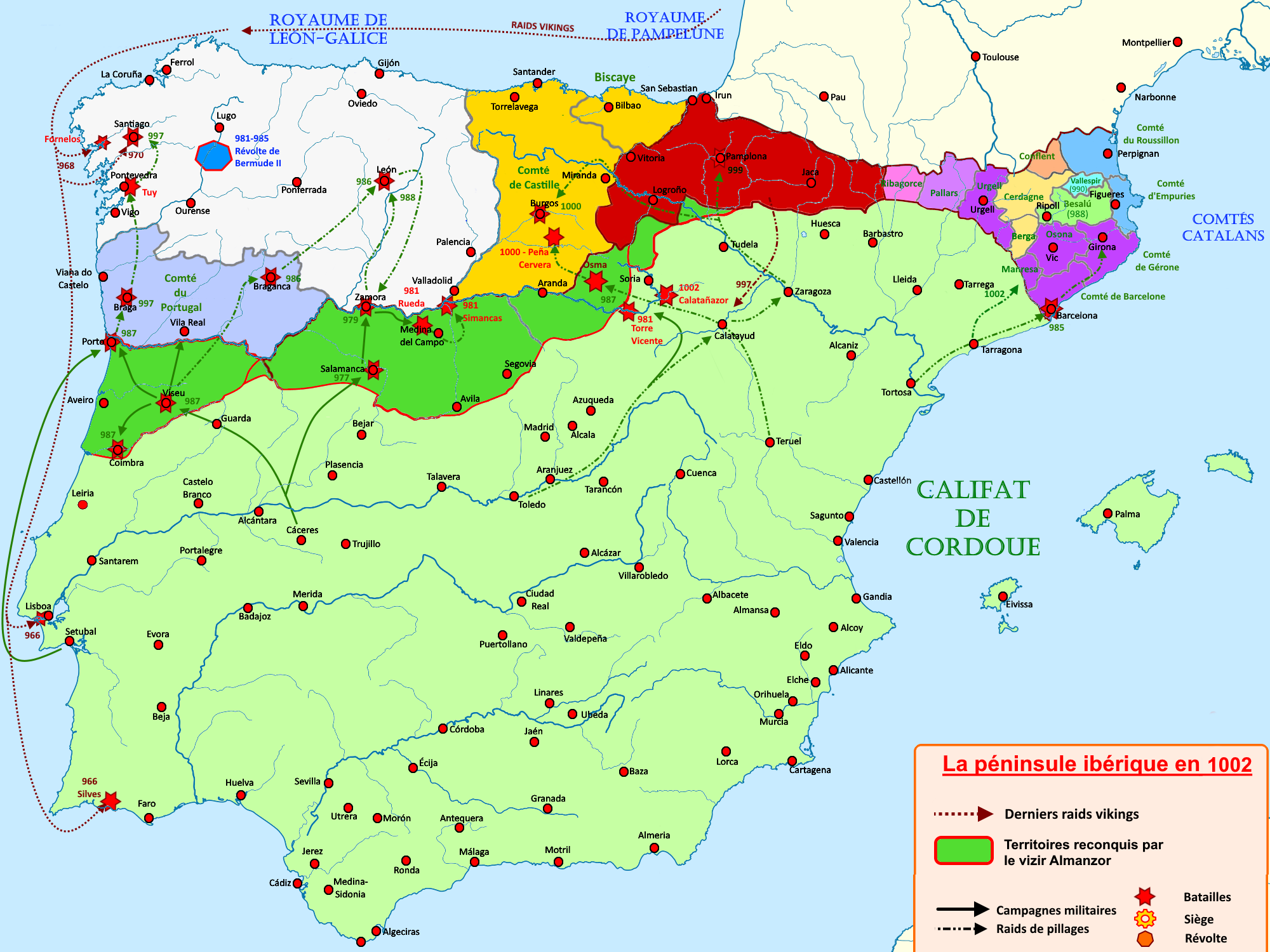
Raids vikings de 966-970

### Diplomatie
Malgré les premiers contacts violents, les Arabes et les Vikings envoyèrent respectivement des diplomates dans les deux camps. Un souverain viking nommé Turgeis (Turgis < Þorgisl) aurait fait route depuis l'Irlande pour rencontrer l'émir de Cordoue Abd Al Rahman II. En retour, l'émir enverra un représentant : Al Ghazal. Celui-ci aurait par ailleurs vécu quelque temps en leur compagnie.

## Voir Aussi